# Cancer Epidemiology
Cancer Epidemiology is een internationaal, aan collegiale toetsing onderworpen wetenschappelijk tijdschrift op het gebied van de oncologie. De naam wordt in literatuurverwijzingen meestal afgekort tot Cancer Epidemiol. Het wordt uitgegeven door Elsevier en verschijnt tweemaandelijks.
Cancer Epidemiology is in 2009 opgericht als opvolger van het tijdschrift Cancer Detection and Prevention.